# Liste de psychologues
Cette liste de psychologues présente les auteurs (psychologues, médecins, psychanalystes, biologistes, enseignants, etc.) dont les théories ont eu une influence dans l'histoire de la psychologie.

## Pionniers
- Johann Friedrich Herbart (1776-1841), influencé par Kant, a défendu l'idée d'une psychologie comme science, s'appuyant sur la métaphysique et les mathématiques; il influence Wundt, Bolzano, Mach et Freud.
- Gustav Fechner (1801-1887) est l'une des sources majeures de la psychologie allemande. Il est principalement connu pour ses recherches en psychophysique (loi de Weber-Fechner).
- Wilhelm Wundt (1832-1920) est le fondateur du premier laboratoire « officiel » de psychologie expérimentale, à l'université de Leipzig en 1879.
- William James (1842-1910) est le père de la psychologie américaine. Ses Principles of Psychology sont encore largement cités aujourd'hui.
- Théodule Ribot (1839-1916) est généralement considéré comme le fondateur de la psychologie en France.
- Sigmund Freud (1856-1939) est le fondateur de la psychanalyse.
- Heinz Hartmann (1894-1970) est considéré comme le fondateur de l'Ego-psychology, courant devenu important aux États-Unis.
- Georges Devereux (1908-1985) est l'un des fondateurs de l'ethnopsychanalyse.
- Juliette Favez Boutonnier (1903-1994) défend une psychologie clinique humaniste aux mains nues[1], basée uniquement sur l’observation et l’entretien.

## Par champ d'études

### Psychologie de la forme
- Kurt Koffka, Wolfgang Köhler et Max Wertheimer sont les fondateurs de la psychologie de la forme (ou psychologie de la Gestalt).
- Kurt Lewin fait également partie de la première génération de psychologues de la forme.
- Ce courant psychologique a influencé Fritz Perls, créateur de la gestalt-thérapie.

### Béhaviorisme (comportementalisme)
- Ivan Pavlov est connu pour ses expériences de conditionnement, notamment des chiens. Ce principe est à la base des travaux de John Watson.
- John Watson est incontestablement le fondateur du béhaviorisme grâce à ses idées novatrices dans le domaine de la psychologie qu'il veut faire devenir objective[2].
- Harold Dwight Lasswell fonde ses recherches sur une option fonctionnaliste et béhavioriste. C'est une figure de l'école sociologique et un des fondateurs de la psychologie politique[3]
- Edward Thorndike a mis en évidence le conditionnement opérant chez le chat, un phénomène qui est au centre des travaux de Burrhus Skinner.
- Skinner Burrhus est un des philosophes les plus connus du béhaviorisme car il a ajouté une nuance au postulat de base à ce mouvement. Il a montré que l'environnement avait une influence sur le comportement de l'être humain[4].

### Psychologie cognitive
- Les travaux d'Hermann Ebbinghaus préfigurent les recherches sur la mémoire menés à partir des années 1950-1960. Frederick Bartlett qui privilégie une approche très différente, a lui aussi eu une influence notable sur la psychologie cognitive.
- Donald Broadbent est l'un des psychologues-phares de la « révolution cognitive » qui s'opère à cette époque. Il est principalement connu pour son modèle de l'attention et la théorie du filtre attentionnel (en).
- Donald Hebb est un précurseur du connexionnisme.
- Allen Newell et Herbert Simon ont mené de nombreux travaux sur la résolution de problème et le raisonnement.
- Jean-François Le Ny, fondateur de l'Association pour la recherche cognitive (ARCo)
- Elizabteh Loftus, pionnière américaine sur l’effet de désinformation sur les souvenirs et les témoignages[5], ainsi que la fabrication et fonctionnement des faux souvenirs[6],[7].
- Eleanor M. Saffran, neuroscientifique américaine, se penche sur l’étude des troubles du langage[8] et marque la psychologie cognitive[9] avec ses recherches sur l’aphasie[10], l’alexie et la mémoire[11].
- Eleanor Rosch et son travail sur la catégorisation[12] et sa théorie du prototype[13] en opposition au modèle CNS (Conditions nécessaires et suffisantes).

### Psychologie humaniste
- Abraham Maslow est considéré comme le père de la psychologie humaniste, également dénommée la Troisième Force (aux côtés de la psychanalyse et du comportementalisme). Il est également connu pour sa théorie de la motivation et de la hiérarchie des besoins, souvent représentée par la pyramide des besoins de Maslow.
- Carl Rogers est le fondateur de l'approche centrée sur la personne.

### Psychologie des profondeurs
- Sigmund Freud, fondateur de la psychanalyse
- Carl Gustav Jung, fondateur de la psychologie analytique
- Alfred Adler, fondateur de la psychologie individuelle

### Psychologie transpersonnelle
- Stanislav Grof est le créateur de la respiration holotropique.
- Ken Wilber et Alan Watts.

### Psychologie de la personnalité
- Gordon W. Allport, pionnier dans l'analyse des attitudes
- Kazimierz Dąbrowski, fondateur du concept de désintégration positive
- Maria Jarymowicz, qui a travaillé notamment sur le moi-objet et le moi-sujet, l'identité personnelle et sociale,  l'égocentrisme, les stéréotypes sociaux et des préjugés[14],[15].

### Psychologie sociale
- George Herbert Mead, considéré comme le fondateur de la psychologie sociale et dont l'approche s'inspire des principes behavioristes.
- Albert Bandura a théorisé l'apprentissage social.
- L'expérience de soumission à l'autorité de Stanley Milgram est l'une des expériences de psychologie les plus célèbres.
- Serge Moscovici théoricien français des représentations sociales et fondateur du laboratoire de psychologie sociale à l’École des hautes études en sciences sociales.
- Kenneth J. Gergen, constructivisme social
- Leon Festinger, théorie de la Dissonance Cognitive
- Charles A Kiesler, Théorie de l'Engagement
- Carol Dweck, ses intérêts de recherche principaux concernent la motivation[16],[17], la personnalité, et le développement. Sa principale contribution à la psychologie sociale réside dans les théories implicites de l'intelligence.
- Carolyn Wood Sherif est à l'origine de la théorie du conflit réaliste[18] avec l’expérience de Robber’s Cave et du développement de la théorie du jugement social[19]. Elle a aussi révolutionné l’identité de genre[20] en soulignant l’influence des structures sociales sur la perception de soi.
- Jennifer Eberhardt et son travail sur le biais de croyance sur l’origine des races comme influence sur la justice, l’éducation et les relations sociales aux États-Unis[21].

### Psychologie du développement
- Erik Erikson : théorie psychosociale [22]
- Ivan Pavlov : conditionnement classique ou répondant [23]
- Burrhus F. Skinner : conditionnement instrumental ou opérant [24]
- Albert Bandura : apprentissage social ou apprentissage par observation [25]
- Jean Piaget : théorie des stades de développement cognitif [26]
- Lev Vygotski : théorie psycho-sociale [27]
- Carl Rogers : l'actualisation de soi [28]
- Abraham Maslow : théorie de la hiérarchisation des besoins [29]
- Urie Bronfenbrenner : modèle bioécologique [30]
- Eleanor Maccoby : différences des sexes et du genre, relations parent-enfant, psychologie de l'enfant[31]
- Henri Wallon
- René Zazzo
- Mary Ainsworth : psychologue du développement qui a joué un rôle important dans la théorie de l'attachement. Grâce à son expérience, la strange situation (« situation étrange »), elle a mis en évidence différents types d'attachement, qui sont le type sécure, type d'attachement optimal, et les types insécures ambivalents et évitants (fuyants).
- Mary Cover Jones fait figure de pionnière des thérapies comportementales. Elle étudia la possibilité de briser un conditionnement, la peur des lapins, ce qui demeure son travail le plus cité.

### Psychologie différentielle et psychométrie
- La méthode des tests arrive avec Francis Galton à la fin du XIXe siècle.
- James McKeen Cattell utilise pour la première fois l'appellation de mental tests en 1890.
- Alfred Binet est l'un des pères de la psychométrie et le premier créateur, avec Théodore Simon, du Test Binet-Simon en 1905.
- Henry H. Goddard traduit le test de Binet et le diffuse aux États-Unis en 1908. Le test est connu sous l'intitulé Stanford-Binet.
- William Stern a mis au point le quotient intellectuel en 1912, qui était à l'époque une division de l'âge mental par l'âge réel, multiplié par 100.
- Lewis Terman, en 1916, adapte l'échelle métrique de l'intelligence de Binet aux adultes, l'enrichit d'autres épreuves et convertit la performance au test en quotient intellectuel.
- Robert Yerkes développe le Army Alpha Test et le Army Beta Test en 1917, permettant la "psychométrie de masse" (Gould).
- David Wechsler a développé le Wechsler-Bellevue-Test en 1939, conçu un nouveau calcul de quotient intellectuel, auteur de la WAIS, WISC et WPPSSI. Figure incontournable de la mesure de l'intelligence.
- Howard Gardner pour la théorie des intelligences multiples
- Daniel Goleman, qui a popularisé la notion d'intelligence émotionnelle.
- Raymond Cattell, John L. Horn et 'John Bissell Carroll pour leurs apports respectifs au modèle de Cattell-Horn-Carroll.

### Psychologie écologique
- James J. Gibson, à l'origine d'une nouvelle approche de la perception présentée dans une approche écologique.

### Psychologie clinique et psychopathologie
- Hans Eysenck est connu pour son travail sur la personnalité, l'héritabilité de l'intelligence, les thérapies comportementales et pour ses critiques de la psychanalyse.
- Pierre Janet crée le terme de subconscient. Son modèle de l'inconscient attribue un rôle déterminant au traumatisme psychologique dans l'amnésie et la dissociation des souvenirs.
- Henri Piéron est l'un des fondateurs en France de la psychologie scientifique.
- Francine Shapiro est la fondatrice de la méthode EMDR[32],[33],[34], technique utilisant des mouvements oculaires et stimulation bilatérale alternée pour traiter les traumatismes.
- Françoise Sironi et ses recherches sur les violences collectives[35],[36],[37] et les identités transgenres[38].

### Ergonomie
- Suzanne Pacaud, ses sujets de recherche portent sur la psychologie du travail, la gérontologie, l'ergonomie et la psychomotricité. Les méthodes d'enquête participative qu'elle met en œuvre dans le cadre de son analyse du travail des téléphonistes SNCF marquent profondément Alain Wisner, qui deviendra l'un des pères fondateurs de l'ergonomie francophone.

### Psychologie positive
- Rebecca Shankland est une psychologue clinicienne et essayiste française, connue principalement pour ses travaux sur la psychologie positive et la psychologie du développement et à ce titre son expertise elle est régulièrement sollicitée par les médias[39],[40],[41],[42],[43],[44],[45],[46].

### Neuropsychologie
- Suzanne Corkin est principalement connue pour ses recherches sur la mémoire humaine impliquant des patients atteints de troubles de la mémoire comme l'amnésie ou la maladie d'Alzheimer ou encore des patients atteints de la maladie de Parkinson. Elle est également reconnue pour avoir étudié le patient HM, célèbre pour son amnésie antérograde.

## Liste de laReview of General Psychology: les 100 psychologues les plus éminents duXXesiècle
Il s'agit d'une liste établie en 2002 par la Review of General Psychology (en), dans la perspective de recenser les 99 auteurs en psychologie les plus importants du XXe siècle, en s'appuyant sur une étude empirique multi-méthode (Haggbloom, S.J. et al., 2002, The 100 Most Eminent Psychologists of the 20th Century, Review of General Psychology, Vol. 6, No. 2, 139–152.).
Les auteurs du classement ont regroupé les psychologues les plus fréquemment cités dans la littérature de revues psychologiques professionnelles (voir rang JCL) ou des manuels d'introduction à la psychologie (voir Rang TCL), le plus souvent fréquemment nommés dans un sondage auprès de 1 725 membres de l'Association for Psychological Science (voir rang SL), qui figurent sur les listes de cette association en tant que présidents ou récipiendaires des prix qu'elle attribue, ou dont le nom est utilisé comme acronyme. Ces diverses variables qualitatives ont ensuite été converties en scores numériques permettant d'effectuer un classement. Bien qu'on aurait pu effectuer un classement sur une période plus récente, à savoir que les théories et les théoriciens plus anciens sont davantage représentés dans la méthodologie choisie ici, il semble néanmoins plus approprié pour représenter l'ensemble de la période du XXe siècle, y compris les théories obsolètes, dans un article d'encyclopédie.
Il est important de relever que le classement ci-dessous est le résultat d'une étude américaine dont la méthodologie utilisée induit un bais et propose un classement que nous pourrions qualifier d'« américanocentré ». Par conséquent, la surreprésentation des psychologues américains aux dépens des psychologues européens ou d'ailleurs, doit être comprise au travers de ce biais.
- Rang JCL = Rang lié au nombre de citations dans des revues psychologiques professionnelles
- Rang TCL = Rang lié au nombre de citations dans des manuels d'introduction à la psychologie
- Rang SL = Rang lié au nombre de citations dans un sondage auprès de 1 725 membres de l'Association for Psychological Science

| Rang | Nom                      | rang JCL | rang TCL | rang SL | NAS  | APA award/president | Éponyme                                                |
| ---- | ------------------------ | -------- | -------- | ------- | ---- | ------------------- | ------------------------------------------------------ |
| 1    | Burrhus Frederic Skinner | 8        | 2        | 1       | 1950 | 1958/—              | Skinnerien                                             |
| 2    | Jean Piaget              | 2        | 4        | 2       | 1966 | 1969/—              | Piagetien                                              |
| 3    | Sigmund Freud            | 1        | 1        | 3       | —    | —/—                 | Freudien                                               |
| 4    | Albert Bandura           | 5        | 3        | 5       | —    | 1980/1974           | Théorie de l'apprentissage social de Bandura           |
| 5    | Leon Festinger           | 12       | 19       | 11.5    | 1972 | 1959/—              | Théorie de la dissonance cognitive de Festinger        |
| 6    | Carl Rogers              | 28.5     | 5        | 9.5     | —    | 1956/1947           | Thérapie de Rogers                                     |
| 7    | Stanley Schachter        | 46       | 6        | 24      | 1983 | 1969/—              | Études d'affiliation de Schachter                      |
| 8    | Neal E. Miller           | 13       | 9        | 14.5    | 1958 | 1959/1961           |                                                        |
| 9    | Edward Thorndike         | 40       | 50       | 9.5     | 1917 | —/1912              | La puzzle box de Thorndike                             |
| 10   | Abraham Maslow           | 37       | 14       | 19      | —    | —/1968              | Maslow’s hierarchy                                     |
| 11   | Gordon Allport           | 51       | 18       | 14.5    | —    | 1964/1939           | Étude de la réaction S-R d'Allport                     |
| 12   | Erik Erikson             | 16       | 11       | 17      | —    | —/—                 | Stades psychosociaux d'Erikson                         |
| 13   | Hans Eysenck             | 3        | 30       | 24      | —    | —/—                 | Inventaire de personnalité d'Eysenck                   |
| 14   | William James            | —        | 29       | 6.5     | 1906 | —/1904              | Théorie de l'émotion de James–Lange                    |
| 15   | David McClelland         | 34       | 10       | 31      | —    | 1987/—              |                                                        |
| 16   | Raymond Cattell          | 7        | 37       | 31      | —    | —/—                 | Questionnaire de personnalité de Cattell à 16 facteurs |
| 17   | John B. Watson           | —        | 17       | 4       | —    | —/1915              | Behaviorisme watsonien                                 |
| 18   | Kurt Lewin               | 47       | 73.5     | 8       | —    | —/—                 | Psychologie lewinienne                                 |
| 19   | Donald Hebb              | 58       | —        | 11.5    | 1979 | 1961/1960           | Hebbien                                                |
| 20   | George A. Miller         | 43       | 46       | 67      | 1962 | 1963/1969           |                                                        |
| 21   | Clark L. Hull            | 73       | 73.5     | 14.5    | 1936 | —/1936              | Hullien                                                |
| 22   | Jerome Kagan             | 20       | 23       | 67      | —    | 1987/—              |                                                        |
| 23   | Carl Jung                | 50       | 40       | 39.5    | —    | —/—                 | Jungien                                                |
| 24   | Ivan Pavlov              | —        | 22       | 6.5     | —    | —/—                 | Pavlovien                                              |
| 25   | Walter Mischel           | 48       | 24.5     | 67      | —    | 1982/—              |                                                        |
| 26   | Harry Harlow             | 100      | 7        | 51      | 1951 | 1960/1958           |                                                        |
| 27   | Joy Paul Guilford        | 10       | 61       | —       | 1954 | 1964/1950           | Inventaire personnel Guilford-Martin                   |
| 28   | Jerome Bruner            | 14       | 70.5     | 31      | —    | 1962/1965           |                                                        |
| 29   | Ernest Hilgard           | 67       | 27       | 51      | 1948 | 1967/1949           |                                                        |
| 30   | Lawrence Kohlberg        | 39       | 16       | 97      | —    | —/—                 | Stades du développement moral de Kohlberg              |
| 31   | Martin Seligman          | 93       | 13       | 31      | —    | —/1998              |                                                        |
| 32   | Ulric Neisser            | 59       | 71       | 31      | 1984 | —/—                 |                                                        |
| 33   | Donald Campbell          | 11       | —        | 67      | 1973 | 1970/1975           | Campbell’s design approach                             |
| 34   | Roger Brown              | 30       | 8        | —       | 1972 | —/—                 |                                                        |
| 35   | Robert Zajonc            | —        | 21       | 39.5    | —    | 1978/—              | Facilitation sociale de Zajonc                         |
| 36   | Endel Tulving            | 32.5     | 47.5     | —       | 1988 | 1983/—              |                                                        |
| 37   | Herbert Simon            | 32.5     | —        | 24      | 1953 | 1969/—              |                                                        |
| 38   | Noam Chomsky             | —        | 28       | 39.5    | 1972 | 1984/—              |                                                        |
| 39   | Edward E. Jones          | 57       | 44.5     | —       | —    | 1977/—              | Théorie d'inférence correspondante de Jones            |
| 40   | Charles Osgood           | 9        | —        | 97      | 1972 | 1960/1963           | Surface de transfert d'Osgood                          |
| 41   | Solomon Asch             |          |          |         |      |                     |                                                        |
| 42   | Gordon H. Bower          |          |          |         |      |                     |                                                        |
| 43   | Harold Kelley            |          |          |         |      |                     |                                                        |
| 44   | Roger W. Sperry          |          |          |         |      |                     |                                                        |
| 45   | Edward Tolman            |          |          |         |      |                     |                                                        |
| 46   | Stanley Milgram          |          |          |         |      |                     |                                                        |
| 47   | Arthur Jensen            |          |          |         |      |                     |                                                        |
| 48   | Lee Cronbach             |          |          |         |      |                     |                                                        |
| 49   | John Bowlby              |          |          |         |      |                     |                                                        |
| 50   | Wolfgang Kohler          |          |          |         |      |                     |                                                        |
| 51   | David Wechsler           |          |          |         |      |                     |                                                        |
| 52   | Stanley Smith Stevens    |          |          |         |      |                     |                                                        |
| 53   | Joseph Wolpe             |          |          |         |      |                     |                                                        |
| 54   | Donald Broadbent         |          |          |         |      |                     |                                                        |
| 55   | Roger Shepard            |          |          |         |      |                     |                                                        |
| 56   | Michael I. Posner (en)   |          |          |         |      |                     |                                                        |
| 57   | Theodore Newcomb (en)    |          |          |         |      |                     |                                                        |
| 58   | Elizabeth Loftus         |          |          |         |      |                     |                                                        |
| 59   | Paul Ekman               |          |          |         |      |                     |                                                        |
| 60   | Robert Sternberg         |          |          |         |      |                     |                                                        |
| 61   | Karl Lashley             |          |          |         |      |                     |                                                        |
| 62   | Kenneth Spence (en)      |          |          |         |      |                     |                                                        |
| 63   | Morton Deutsch           |          |          |         |      |                     |                                                        |
| 64   | Julian Rotter            |          |          |         |      |                     |                                                        |
| 65   | Konrad Lorenz            |          |          |         |      |                     |                                                        |
| 66   | Benton Underwood (en)    |          |          |         |      |                     |                                                        |
| 67   | Alfred Adler             |          |          |         |      |                     |                                                        |
| 68   | Michael Rutter           |          |          |         |      |                     |                                                        |
| 69   | Alexandre Louria         |          |          |         |      |                     |                                                        |
| 70   | Eleanor Maccoby          |          |          |         |      |                     |                                                        |
| 71   | Robert Plomin            |          |          |         |      |                     |                                                        |
| 72*  | G. Stanley Hall          |          |          |         |      |                     |                                                        |
| 72*  | Lewis Terman             |          |          |         |      |                     |                                                        |
| 74*  | Eleanor Gibson           |          |          |         |      |                     |                                                        |
| 74*  | Paul Meehl               |          |          |         |      |                     |                                                        |
| 76   | Leonard Berkowitz (en)   |          |          |         |      |                     |                                                        |
| 77   | William K. Estes (en)    |          |          |         |      |                     |                                                        |
| 78   | Elliot Aronson           |          |          |         |      |                     |                                                        |
| 79   | Irving Janis             |          |          |         |      |                     |                                                        |
| 80   | Richard Lazarus (en)     |          |          |         |      |                     |                                                        |
| 81   | Walter Bradford Cannon   |          |          |         |      |                     |                                                        |
| 82   | Allen L. Edwards         |          |          |         |      |                     |                                                        |
| 83   | Lev Vygotski             |          |          |         |      |                     |                                                        |
| 84   | Robert Rosenthal         |          |          |         |      |                     |                                                        |
| 85   | Milton Rokeach           |          |          |         |      |                     |                                                        |
| 88*  | John Garcia (en)         |          |          |         |      |                     |                                                        |
| 88*  | James J. Gibson          |          |          |         |      |                     |                                                        |
| 88*  | David Rumelhart (en)     |          |          |         |      |                     |                                                        |
| 88*  | Louis Leon Thurstone     |          |          |         |      |                     |                                                        |
| 88*  | Margaret Floy Washburn   |          |          |         |      |                     |                                                        |
| 88*  | Robert Woodworth         |          |          |         |      |                     |                                                        |
| 93*  | Edwin Garrigues Boring   |          |          |         |      |                     |                                                        |
| 93*  | John Dewey               |          |          |         |      |                     |                                                        |
| 93*  | Amos Tversky             |          |          |         |      |                     |                                                        |
| 93*  | Wilhelm Wundt            |          |          |         |      |                     |                                                        |
| 96   | Herman Witkin (en)       |          |          |         |      |                     |                                                        |
| 97   | Mary Ainsworth           |          |          |         |      |                     |                                                        |
| 98   | O. Hobart Mowrer (en)    |          |          |         |      |                     |                                                        |
| 99   | Anna Freud               |          |          |         |      |                     |                                                        |